# Беляков, Пётр Ульянович
Пётр Улья́нович Беляко́в (? — не ранее 1807) — саратовский губернатор в 1802—1807 годах.

## Биография
Уроженец Саратова. Из мещан — сын отставного солдата, мелкого торговца, умершего ещё до его рождения, и молочницы. Учился в школе военных кантонистов в Вольске.
Служил на Кавказе, где пользовался покровительством князя Цицианова. Прошел путь от рядового солдата до полковника.
По совету князя Цицианова перешёл на гражданскую службу в Петербурге. Там познакомился с графом Кочубеем, у которого «вошел в фавор». В сентябре 1802 года Кочубей стал министром внутренних дел и назначил Белякова Саратовским гражданским губернатором, выхлопотав ему чин действительного статского советника.
В начале 1807 года в сенат поступила на Белякова жалоба асессора Саратовской казённой палаты В. Чеботарева. В ней губернатор обвинялся во всяческих злоупотреблениях.
Прибывшая в Саратов комиссия под руководством обер-прокурора П. С. Молчанова отнеслась к Белякову пристрастно и объявила его виновным. В результате губернатор был отстранен от должности. Пострадал и его покровитель Кочубей: в ноябре 1807 г. он подал прошение об отставке.
Беляков последние годы жизни провел в Саратове, где и был похоронен у старой Казанской церкви (ныне ул. Чернышевского).
Известно, что он был человек семейный, но о жене и детях никакой информации найти не удалось. Вдова саратовского губернатора Авдотья Ивановна Белякова переехала жить в Симбирск и стала первой попечительницей Симбирского «Дома трудолюбия» (открыт в 1820 г.).
Награды: ордена св. Анны 1 класса, св. Владимира 3 степени, св. Иоанна Иерусалимского.